# Distribuzione multinomiale
In teoria delle probabilità la distribuzione multinomiale è una distribuzione di probabilità discreta che generalizza la distribuzione binomiale in più variabili.
In altri termini, laddove la distribuzione binomiale descrive il numero di successi in un processo di Bernoulli, per il quale ogni singola prova può fornire due soli risultati, la distribuzione multinomiale descrive il caso più generale in cui ogni prova possa fornire un numero finito di risultati, ognuno con la propria probabilità.
Un esempio di distribuzione multinomiale è dato dal numero di occorrenze di ogni faccia per alcuni lanci successivi di un dado a 6 facce.

## Definizione

### Distribuzione binomiale
La distribuzione binomiale {\displaystyle {\mathcal {B}}(p,n)} descrive le probabilità per ogni coppia {\displaystyle (k,n-k)} ("successi", "fallimenti") in {\displaystyle n} prove indipendenti, ognuna delle quali ha probabilità {\displaystyle p} e {\displaystyle 1-p} di fornire un "successo" o un "fallimento".

### Distribuzione multinomiale
La distribuzione multinomiale di parametri {\displaystyle ((p_{1},...,p_{s}),n)}, con {\displaystyle p_{1}+...+p_{s}=1}, descrive le probabilità per ogni s-upla {\displaystyle (n_{1},...,n_{s})} (con {\displaystyle n_{1}+...+n_{s}=n}) di risultati {\displaystyle x_{1},...,x_{s}} in {\displaystyle n} prove indipendenti, ognuna delle quali ha probabilità {\displaystyle p_{i}} di fornire {\displaystyle x_{i}}.
Questa distribuzione può essere descritta prendendo un vettore aleatorio {\displaystyle X_{j}} per i risultati di ogni singola prova, con
{\displaystyle P(X_{j}=e_{i})=p_{i}},
dove {\displaystyle \{e_{1},...,e_{s}\}} è la base canonica per {\displaystyle \mathbb {R} ^{s}}, {\displaystyle e_{1}=(1,0,...,0)},... ,{\displaystyle e_{s}=(0,...,0,1)}. La distribuzione multinomiale descrive allora la variabile aleatoria {\displaystyle S=X_{1}+...+X_{n}}.

### Probabilità
La funzione di probabilità della distribuzione multinomiale di parametri {\displaystyle ((p_{1},...,p_{s}),n)}, con {\displaystyle p_{1}+...+p_{s}=1}, è
{\displaystyle P(n_{1},...,n_{s})={\binom {n}{n_{1},...,n_{s}}}\prod _{i}p_{i}^{n_{i}}={\frac {n!}{n_{1}!\cdots n_{s}!}}p_{1}^{n_{1}}\cdots p_{s}^{n_{s}}} per tutte le s-uple {\displaystyle (n_{1},...,n_{s})\in \{0,1,..,n\}^{s}} con {\displaystyle n_{1}+...+n_{s}=n}.
Qui il coefficiente multinomiale {\displaystyle \textstyle {\binom {n}{n_{1},...,n_{s}}}} "conta" il numero di possibili sequenze con {\displaystyle n_{1}} risultati {\displaystyle x_{1}}, {\displaystyle n_{2}} risultati {\displaystyle x_{2}} e così via. Il prodotto {\displaystyle \textstyle \prod _{i}p_{i}^{n_{i}}} fornisce la probabilità di ognuna di queste sequenze.
Il teorema multinomiale mostra come la probabilità totale sia pari a 1:
{\displaystyle \sum _{n_{1}+...+n_{s}=n}P(n_{1},...,n_{s})=(p_{1}+...+p_{n})^{n}=1^{n}=1}.

## Caratteristiche

### Caso binomiale
La distribuzione binomiale di parametri {\displaystyle (p,n)} è una distribuzione multinomiale di parametri {\displaystyle ((p,1-p),n)}.
Se il vettore aleatorio {\displaystyle S=(S_{1},...,S_{s})} segue la distribuzione multinomiale di parametri {\displaystyle ((p_{1},...,p_{s}),n)} allora ogni sua coordinata {\displaystyle S_{i}} è una variabile aleatoria che segue la distribuzione binomiale {\displaystyle (p_{i},n)}. In altri termini ogni coordinata {\displaystyle i} considera i "successi" dell'evento {\displaystyle x_{i}}.

### Indici
Molte degli usuali indici di una distribuzione su {\displaystyle \mathbb {R} } non si estendono al caso multidimensionale.
La speranza matematica del vettore aleatorio {\displaystyle S} (definita come somma pesata dei possibili vettori) per trasformazione lineare ha come componenti le speranze delle componenti ed è pari a {\displaystyle n} volte la speranza di una singola prova:
{\displaystyle E[S]={\big (}E[S_{1}],...,E[S_{s}]{\big )}=nE[X]=n(p_{1},...,p_{s})=(np_{1},...,np_{s})}.
Come nel caso binomiale la matrice delle covarianze di {\displaystyle S=(S_{1},...,S_{s})} (la matrice {\displaystyle s\times s} con elementi {\displaystyle m_{i,j}={\text{cov}}(S_{i},S_{j})}) è pari a {\displaystyle n} volte la matrice delle covarianze di una singola prova {\displaystyle X}, dunque è data da
{\displaystyle m_{i,i}=n\,{\text{Var}}(X_{i})=np_{i}(1-p_{i})}
{\displaystyle m_{i,j}=n\,{\text{cov}}(X_{i},X_{j})=-np_{i}p_{j}} se {\displaystyle i\neq j}.

## Distribuzioni correlate
Nella statistica bayesiana la distribuzione di Dirichlet è una coniugata della distribuzione multinomiale. Più precisamente, se il parametro {\displaystyle (p_{1},...,p_{s})} di una distribuzione multinomiale segue una distribuzione di Dirichlet di parametro {\displaystyle \alpha =(\alpha _{1},...,\alpha _{s})} allora la sua distribuzione condizionata dall'evento {\displaystyle S=\sigma =(n_{1},...,n_{s})} segue ancora una distribuzione di Dirichlet, di parametro {\displaystyle \alpha +\sigma =(\alpha _{1}+n_{1}+...+\alpha _{s}+n_{s})}.
(La distribuzione di Dirichlet è la generalizzazione multivariata della distribuzione Beta, che svolge lo stesso ruolo per la distribuzione binomiale.)
Il test del {\displaystyle \chi ^{2}} di adeguamento può essere descritto a partire dalla distribuzione multinomiale, poiché per valori "grandi" di {\displaystyle n} la distribuzione di ogni componente {\displaystyle S_{i}} (centrata e ridotta) viene approssimata da una distribuzione normale (standard).

## Esempio
Il numero di risultati "1", "2", "3", "4", "5" e "6" per n lanci di un dado equilibrato a 6 facce è descritto dalla distribuzione multinomiale di parametri {\displaystyle (({\tfrac {1}{6}},{\tfrac {1}{6}},{\tfrac {1}{6}},{\tfrac {1}{6}},{\tfrac {1}{6}},{\tfrac {1}{6}}),n)}.
Un diverso esempio è dato dall'estrazione (con reinserimento) di una pallina da un'urna che contenga palline di diversi colori. Per un'urna con sei palline, di cui una verde, due bianche e tre blu, si hanno i parametri {\displaystyle (p_{1},p_{2},p_{3})=({\tfrac {1}{6}},{\tfrac {1}{3}},{\tfrac {1}{2}})}; il risultato di cinque estrazioni (con reinserimento della pallina estratta) è descritto dalla distribuzione multinomiale di parametri {\displaystyle (({\tfrac {1}{6}},{\tfrac {1}{3}},{\tfrac {1}{2}}),5)}.

Per calcolare la probabilità che la pallina estratta sia due volte verde, una volta bianca e due volte blu basta calcolare la probabilità
{\displaystyle P(2,1,2)={\binom {5}{2,1,2}}\left({\frac {1}{6}}\right)^{2}\left({\frac {1}{3}}\right)^{1}\left({\frac {1}{2}}\right)^{2}={\frac {5!}{2!\,1!\,2!}}{\frac {1}{6^{2}}}{\frac {1}{3}}{\frac {1}{2^{2}}}={\frac {5}{72}}\approx 7\%}